# Christian Duguay
Christian Duguay (Montréal, 30 marzo 1956) è un regista canadese.
Ha diretto la miniserie televisiva Il giovane Hitler nominato agli Emmy Award e trasmesso dalla CBC nel maggio 2003. Nel 2009 ha diretto una miniserie televisiva ispirata alla vita di Sant'Agostino d'Ippona. Nel 2010 la miniserie televisiva in due parti su Papa Pio XII e l'occupazione di Roma dei nazisti durante la seconda guerra mondiale.

## Filmografia parziale
- Scanners 2 - Il nuovo ordine (1991)
- I dinamitardi (1992)
- Scanners 3 - The Takeover (Scanners III - The Takeover) (1992)
- Una piccola vita da salvare (Snowbound: The Jim and Jennifer Stolpa story) - film TV (1994)
- Screamers - Urla dallo spazio (Screamers), regia di Christian Duguay (1995)
- The Assignment - L'incarico (The Assignment) (1997)
- Giovanna d'Arco – miniserie TV (1999)
- L'arte della guerra (The Art of War) (2000)
- Extreme Ops (2002)
- Il giovane Hitler (Hitler: The Rise of Evil) – miniserie TV (2003)
- Lies My Mother Told Me (2005)
- Human Trafficking - Le schiave del sesso (Human Trafficking) – film TV (2005)
- Boot Camp (2007)
- Coco Chanel – miniserie TV (2008)
- Sotto il cielo di Roma – miniserie TV (2010)
- Sant'Agostino – miniserie TV (2010)
- Cenerentola – miniserie TV (2011)
- Anna Karenina – miniserie TV (2013)
- Belle & Sebastien - L'avventura continua (Belle et Sébastien, l'aventure continue) (2015)
- Un sacchetto di biglie (Un sac de billes) (2017)
- I Medici – serie TV (2019)
- Il mio amico Tempesta (Tempête) (2022)